# Guerra Genpei
La guerra Genpei (源平合戦?, Genpei-gassen) (1180-1185) fu un conflitto combattuto tra i clan Taira e Minamoto nel tardo-periodo Heian in Giappone. Si concluse con la disfatta del clan Taira e la fondazione dello shogunato Kamakura con Minamoto no Yoritomo nel 1192.
Il nome "Genpei" (traslitterato a volte come Gempei) viene dalla lettura on'yomi dei kanji di "Minamoto" (源?, Gen) e "Taira" (平?, Pei). Questo conflitto è anche conosciuto in giapponese come Guerra Jishō-Juei (治承寿永の乱?, Jishō-Juei no ran) come le due ere tra cui ebbe luogo.

## Premesse

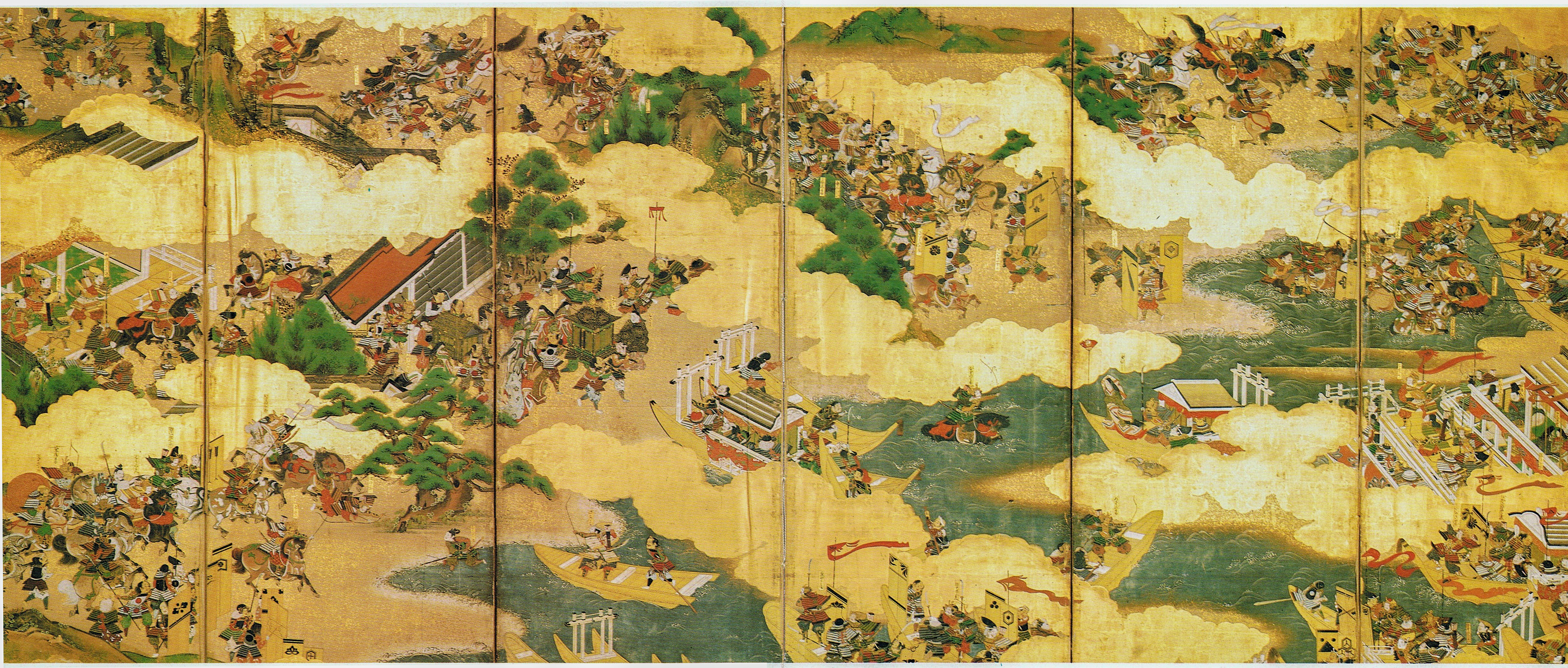
Scena della Guerra Genpei (1180-1185). Kano Motonobu, (1476-1569), periodo Muromachi (1336 e 1573)

La guerra Genpei fu il culmine di anni di lotte tra i clan Taira (Heike) e Minamoto (Genji) per il dominio della corte imperiale, e quindi, per il controllo del Giappone. Nella ribellione di Hōgen (1156) e nella rivolta Heiji (1160), i Minamoto avevano cercato di contrastare il potere dei Taira fallendo.
Nel 1180, Taira no Kiyomori fece salire al trono suo nipote Antoku, che all'epoca aveva solo 2 anni, dopo l'abdicazione dell'imperatore Takakura. Il figlio di Go-Shirakawa, il principe Mochihito, sentì che il suo diritto al trono gli stesse venendo negato e, con l'aiuto di Minamoto no Yorimasa, chiamò alle armi il clan Minamoto e i monasteri buddisti a maggio.
Nel giugno del 1180, Kiyomori spostò la capitale imperiale a Fukuhara-kyō, probabilmente con l'obiettivo di tenere la famiglia imperiale sotto il suo stretto controllo.

## Primi anni di guerra

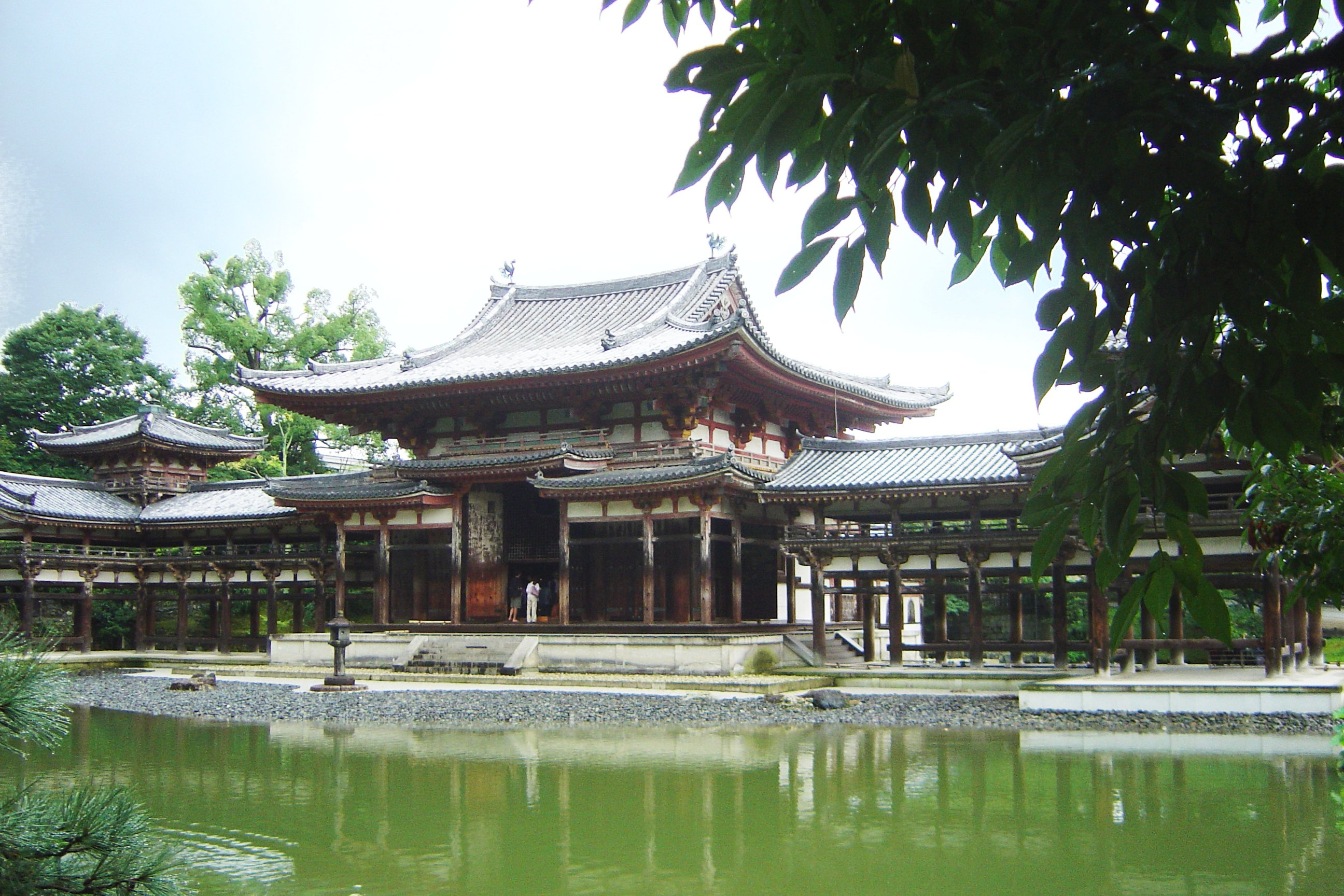
La Sala della Fenice del Byōdō-in, dove Yorimasa fece seppuku

Le azioni di Taira no Kiyomori fecero sì che Minamoto no Yorimasa e il principe Mochihito chiamassero a raccolta le truppe. Non sapendo chi ci fosse dietro questa chiamata alle armi, Kiyomori cercò di arrestare Mochihito, che cercò protezione al tempio di Mii-dera. I monaci di Mii-dera non furono in grado di garantirgli sufficiente protezione, quindi fu costretto ad andare via. I Taira lo inseguirono fino al tempio di Byōdō-in, fuori Kyoto, e attaccarono e sconfissero le forze Minamoto nella prima battaglia di Uji (23 giugno 1180). La battaglia si concluse con il seppuku di Yorimasa dentro il Byōdō-in e la cattura ed esecuzione di Mochihito subito dopo.
A questo punto Minamoto no Yoritomo assunse il controllo del clan Minamoto e si mise in marcia con il suo esercito cercando di congiungersi con i propri alleati. Lasciò la provincia di Izu e si diresse verso il passo di Hakone dove fu intercettato e sconfitto da un esercito Taira al comando di Ōba Kagechika nella battaglia di Ishibashiyama (14 settembre 1180). Yoritomo si salvò ma fu costretto a riparare a Chiba per formare un nuovo esercito, poi si trinceró a Kamakura in ottobre. Quando fu pronto si ricongiunse con i Takeda e altre famiglie alleate provenienti dalle province di Kai e Kōzuke ai piedi del Fuji, nella provincia di Suruga, dove respinse l'esercito dei Taira nella battaglia di Fujigawa (9 novembre 1180), famosa per essere stata vinta senza combattere.
Yoritomo non fu l'unico a rispondere all'appello alla rivolta del principe Mochihito. A settembre, anche suo cugino Minamoto no Yoshinaka radunó un esercito sui monti Kiso dove era nato, così come suo zio Minamoto no Yukiie.
Nel frattempo, Taira no Kiyomori, che cercava vendetta contro i monaci del tempio di Mii-dera e di Byōdō-in, assediò Nara e bruciò buona parte della città.
A novembre la capitale viene nuovamente trasferita a Kyoto.
I combattimenti continuarono l'anno successivo, nel 1181: Il 25 aprile 1181 Minamoto no Yukiie tentò un attacco a sorpresa contro le forze guidate da Taira no Tomomori e Taira no Shigehira nella battaglia di Sunomatagawa (proncincia di Owari) venendo sconfitto. Successivamente Yukiie fu inseguito e nuovamente sconfitto nella battaglia di Yahagigawa; tuttavia queste vittorie Taira non furono decisive, infatti i vincitori non furono in grado di annientare il nemico e rinunciarono ad inseguirlo ulteriormente.
Taira no Kiyomori morì di malattia nella primavera del 1181 e gli successe alla guida del clan il figlio Taira no Munemori; nello stesso periodo in tutto il Giappone cominciò un periodo di carestia che sarebbe durato fino all'anno successivo. I Taira tentarono di attaccare Minamoto no Yoshinaka, un cugino di Yoritomo, che aveva invaso la proncincia di Echigo, ma senza successo. La guerra fu sospesa per circa due anni e fu ripresa nella primavera del 1183.

## Il riscatto dei Minamoto
Quando le condizioni migliorarono nel 1183, i Taira radunarono nuovamente le loro forze, gravemente diminuite dai combattimenti e dalla carestia, e reclutarono nuovi guerrieri dalle loro terre, con il rischio di prolungarla dato che la maggior parte dei coscritti erano contadini e per combattere venivano allontanati dai campi. L'esercito, forte di circa 40 000 uomini, partì da Kyoto il 10 marzo 1183 al comando di Taira no Koremori e si mosse contro Minamoto no Yoshinaka che occupava con le sue truppe alcune province nel nord.
Koremori assedió Yoshinaka per aprile e maggio nella fortezza di Hiuchiyama, a Echizen, riuscendo infine ad espugnarla. I difensori si ritirarono a nord e i Taira li inseguirono.
Giunto ai passi di montagna che collegano l'Honshū occidentale e orientale, Taira no Koremori divise le sue forze in due: una parte avrebbe dovuto attraversare il passo Kurikara nelle montagne Tonamiyama entrando nella provincia di Etchū da Kaga, mentre l'altra entrò nella provincia di Etchū da nord attraverso la provincia di Noto, ottenendo una piccola vittoria.
Il 2 giugno 1183 Minamoto no Yoshinaka tagliò la strada alle forze Taira che tentavano l'attraversamento del passo Kurikara, facendogli credere di avere molti più uomini di quanti ne avesse in realtà con lo stratagemma di innalzare un gran numero di bandiere. Al tramonto attaccó battaglia aggirando il nemico e prendendone alle spalle il corpo principale, in questo modo 5 000 guerrieri Minamoto, sfruttando il buio e il terreno di montagna riuscirono a sconfiggere un esercito di 40 000 nemici. La battaglia di Kurikara segna il punto di svolta della guerra a favore dei Minamoto.
Il nemico in fuga fu inseguito e sconfitto nuovamente nella battaglia di Shinohara. A quel punto l'esercito di Minamoto no Yoshinaka da nord e quello di Minamoto no Yukiie da est marciarono su Kyoto e il 28 agosto 1183 vi entrarono vittoriosi insieme all'ex imperatore Go-Shirakawa senza quasi incontrare resistenza.
Go-Shirakawa premió Yoshinaka con il titolo di Asahi Shogun (朝日 将軍 o 旭 将軍). Tuttavia, poiché il suo esercito saccheggiava Kyoto, l'ex imperatore gli ordinò di inseguire i Taira con l'obiettivo di far uscire l'esercito dalla capitale.
Taira no Munemori, capo del clan dalla morte di suo padre Kiyomori, guidò il suo esercito, insieme al giovane imperatore Antoku e alle insegne imperiali, nel Kyūshū, stabilendo inizialmente la capitale a Danzaifu. Furono costretti ad andarsene subito dopo dalle rivolte locali istigate da Go-Shirakawa e trasferirono la loro corte a Yashima (oggi Takamatsu), sull'isola di Shikoku.
Nei mesi successivi una forza di Minamoto no Yoshimasa al comando del suo più fedele vassallo Kanehira Imai assediò la fortezza di Fukuryūji, difesa dal vassallo dei Taira Kaneyasu Seno che morì nella battaglia, e la catturò.
Il 17 novembre 1183 un esercito inviato da Yoshinaka a Yashima attraverso il Mare Interno fu intercettato da Taira no Tomomori nella battaglia di Mizushima; I Taira, che avevano legato insieme le loro barche per creare una superficie piana su cui combattere, sconfissero gli attaccanti e li seguirono addirittura a terra grazie ai cavalli che avevano portato con loro sulle barche.
Prima della fine dell'anno anche Minamoto no Yukiie attaccò i Taira nella battaglia di Muroyama, venendo anch'esso duramente sconfitto.

## Lotte interne ai Minamoto
Minamoto no Yoshinaka voleva prendere il controllo del clan Minamoto dal cugino Yoritomo che lo aveva umiliato qualche tempo prima. Dopo la presa di Kyoto complottò con lo zio Minamoto no Yukiie per rapire l'imperatore Go-Shirakawa e stabilire il proprio governo sul Giappone contando sul “possesso” dell'imperatore per giustificare il proprio potere. Tuttavia Yukiie alla fine si ritirò dal piano e mise in guardia l'Imperatore dalle intenzioni di Yoshinaka.
Go-Shirakawa a sua volta avvertì Yoritomo che mandò i suoi due fratelli Yoshitsune e Noriyori, ma questi arrivano troppo tardi per impedire a Yoshinaka di portare a termine il suo piano.
All'inizio del 1184 Yoshinaka assediò il palazzo dell'Hōjūjidono, dove risiedeva l'imperatore a Kyoto, incendiò l'Hōjūjidono con frecce infuocate, sconfisse i sostenitori di Taira, i nobili della corte e i monaci guerrieri della capitale che lo difendevano e sequestrò Go-Shirakawa.
Nel frattempo l'esercito di Minamoto no Yoshitsune, Noriyori e Yukiie raggiunse la città costringendo Yoshinaka a ritirarsi oltre il fiume Uji e a distruggere il ponte per non farsi inseguire dai cugini proprio come aveva fatto Minamoto no Yorimasa quattro anni prima, ma come le forze di Taira. Nella seconda battaglia di Uji (19 febbraio 1184) la cavalleria e poi l'intero esercito di Yoshitsune attraversarono il fiume infliggendo una sconfitta a Yoshinaka e respingendolo lontano dalla capitale.
Due giorni dopo Minamoto no Yoshinaka, raggiunto dal vassallo Kanehira Imai e dalla moglie Tomoe Gozen affrontò le forze superiori di Noriyori e Yoshitsune nella battaglia di Awazu (21 febbraio 1184) trovando la morte in combattimento.

## Fasi finali
Approfittando delle faide interne dei Minamoto, i Taira ricostituirono un esercito e si spostarono nuovamente con l'imperatore stabilendo la corte a Fukuhara (attuale Kōbe).
Quando le forze dei Minamoto lasciarono Kyoto, i Taira iniziarono a consolidare le loro posizioni in una serie di siti intorno al Mare Interno, che era il loro territorio d'origine. Ricevettero numerose missive dall'Imperatore che offriva che, in caso si fossero arresi entro il settimo giorno del secondo mese, i Minamoto sarebbero stati disposti ad accettare una tregua. Questa era una farsa, poiché né i Minamoto né l'Imperatore avevano intenzione di aspettare fino all'ottavo giorno per attaccare.
Il primo obbiettivo dei Minamoto fu la fortezza di Ichi no Tani, a Fukuhara, una delle principali roccaforti Taira sull'isola di Honshu. Yoshitsune divise il suo esercito in due, facendo attaccare il fratello Noriyori frontalmente con il grosso dell'esercito mentre lui, con un drappello di non più di 100 cavalieri, scalava la montagna prendendo i difensori alle spalle, nella battaglia di Ichi-no-Tani (18 marzo 1184). la fortezza fu incendiata e conquistata dai Minamoto e dei due comandanti Taira no Tadanori e Taira no Shigehira il primo fu ucciso e il secondo catturato, tuttavia molti guerrieri Taira riuscirono a salpare con le navi e a fuggire a Yashima, dove i Minamoto, privi di una flotta, non potevano inseguirli.
La guerra rimase in una situazione di stallo per sei mesi in cui Yoshitsune non aveva le navi per invadere Shikoku e i Taira non avevano le forze per attaccare i Minamoto a Honshu. In ottobre Noriyori fu inviato via terra a pacificare la regione di Chūgoku, da sempre territorio dei Taira. L'8 ottobre partì con le truppe per la provincia di Bizen dove attaccò il nemico nella battaglia di Kojima (26 ottobre 1184), ma i Taira fuggirono di nuovo via mare e, senza navi per poterli inseguire, la cavalleria di Noriyori poté solo guardarli allontanarsi. Tornò quindi a Kyoto sospendendo le ostilità per altri quattro mesi fino a che a febbraio, pronte le barche, poté sbarcare con circa 30 000 guerrieri sull'isola di Kyushu. Là sconfisse i Taira nella battaglia di Ashiyaura e, come a Chūgoku, non ebbe troppi problemi a conquistare la regione, con le truppe Taira malnutrite a causa della siccità che si arrendevano in massa.
Il 18 marzo 1185, Yoshitsune tentò di attraversare il mare interno, ma dovette rinunciare per una tempesta. Ritentò pochi giorni dopo con 5 navi e 150 guerrieri su ognuna e raggiunse Shikoku sbarcando nella baia di Tsubaki (provincia di Awa). Il giorno dopo raggiunse la baia della proncincia di Sanuki dove si trovava l'isolotto di Yashima, collegato a Shikoku da un sottile lembo di terra. I Taira a Yashima erano preparati a resistere a un attacco dal mare, ma Yoshitsune fece accendere numerosi falò a terra per far credere al nemico che una grande armata fosse radunata su Shikoku per attaccarli. Lo stratagemma funzionò e i Taira salparono con le navi per fuggire, Yoshitsune poté così li intercettarli sconfiggendoli nella battaglia di Yashima (22 marzo 1185).
I Taira riuscirono a fuggire ancora una volta, ma con le coste del Kyūshū e le province di Suō e Nagato sotto il controllo di Minamoto no Noriyori, furono costretti a ritirarsi sull'isola di Hikoshima, nello stretto di Shimonoseki (il sottile braccio di mare che separa Honshu e Kyushu).
Un mese dopo, il 25 aprile 1185, Yoshitsune e Noriyori entrarono nello stretto di Shimonoseki con una grande flotta, affrontarono i Taira nella decisiva battaglia di Dan-no-ura, e li sconfissero sfruttando le correnti a proprio favore.
Molti vinti, per evitare il disonore della cattura, si suicidano gettandosi in mare, compreso il giovane imperatore Antoku tra le braccia della nonna. Nella battaglia persero la vita Taira no Tomomori, Taira no Noritsune, Taira no Norimori, Taira no Tsunemori, Taira no Sukemori, Taira no Arimori e Taira no Yukimo. Il capoclan Taira no Munemori riuscì a fuggire nel Kyushu, ma venne catturato e decapitato dai Minamoto; inoltre, mentre la nave dell'imperatore stava venendo abbordata, i Taira tentarono di gettare in mare i simboli del potere imperiale: la spada (che andò a fondo e fu probabilmente perduta), il gioiello (che fu recuperato dall'acqua), e lo specchio (che non riuscirono a gettare prima che i Minamoto conquistassero la nave).

## Conseguenze
La sconfitta del clan Taira segnò la fine dell'epoca Heian, nella quale l'aristocrazia kuge aveva controllato la corte imperiale a Kyoto e ricoperto le cariche dello stato, e l'inizio del periodo Kamakura, che sarà dominato dal clan Minamoto e dalla casta dei samurai.
Nel dicembre 1185, Go-Shirakawa concesse a Yoritomo il potere di riscuotere le tasse e nominare amministratori e agenti in tutte le province. Infine, nel 1192, dopo la morte di Go-Shirakawa, Yoritomo ottenne il titolo di Shōgun (dittatore militare del giappone). Yoritomo, seguendo i consigli dei suoi vassalli, scelse di insediare il suo governo a Kamakura invece che a Kyoto e istituì il bafuku (o shogunato) di Kamakura. Governò il territorio grazie a un sistema feudale con a capo clan di samurai fedeli a Kamakura, e la città divenne il vero centro del potere in Giappone nonostante Kyoto rimanesse sede della corte imperiale, a cui vennero però riservati poteri esclusivamente cerimoniali e simbolici. I Taira delle piane Kantō, che erano stati alleati di Yoritomo sin dall'inizio della guerra, scelsero di sostenere bakufu.
Dopo la vittoria di Dan-no-Ura Yoshitsune era tornato a Kyoto dove era stato nominato governatore della provincia di Iyo e insignito da altri titoli dall'imperatore Go-Shirakawa, tuttavia queste nomine erano state annullate da Yoritomo che voleva concentrare tutto il potere nelle sue mani. L'imperatore autorizzò quindi Yoshitsune ad allearsi con suo zio Minamoto no Yukiie per opporsi a Yoritomo. La congiura però non ebbe successo e Yoshitsune fu costretto a fuggire da Kyoto e a riparare a nord nella provincia di Mutsu dal suo vecchio protettore Fujiwara no Hidehira. Là, da marzo o aprile 1187, visse indisturbato per alcuni anni finché il figlio di Hidehira, Fujiwara no Yasuhira, che aveva promesso alla morte di Hidehira (30 novembre 1187) di onorare i desideri di suo padre e continuare a proteggere Yoshitsune, cedendo alle pressioni di Yoritomo, tradì Yoshitsune, circondò la sua residenza Koromogawa-no-tachi con le sue truppe, e sconfisse i servitori di Yoshitsune che la difendevano nella battaglia di Koromogawa (15 giugno 1189) costringendolo a commettere seppuku. La testa di Yoshitsune fu portata a Kamakura da Yasuhira, il quale sarà anch'esso giustiziato pochi mesi dopo da Yoritomo con l'accusa di aver difeso Yoshitsune. In questo modo Yoritomo si sbarazzò anche della potente famiglia Ōshū Fujiwara, impossessandosi della regione di Tōhoku, nel nord, su cui quella governava, e delle sue miniere d'oro. Rimasto, senza più alcun rivale, il padrone incontrastato del Giappone, Yoritomo si riconciliò con l'imperatore Go-Shirakawa e, nel 1192, poco dopo la sua morte, il nuovo imperatore Go-Toba fu costretto a rinunciare ai suoi poteri politici nominandolo shogun.
È inoltre a seguito di questa guerra che il rosso e il bianco, rispettivamente i colori degli stendardi Taira e Minamoto, diventarono colori nazionali del Giappone. Oggi, questi colori possono essere visti sulla bandiera del Giappone, in striscioni e bandiere nel sumo e in altre attività tradizionali.

## Battaglie
- prima battaglia di Uji (1180)

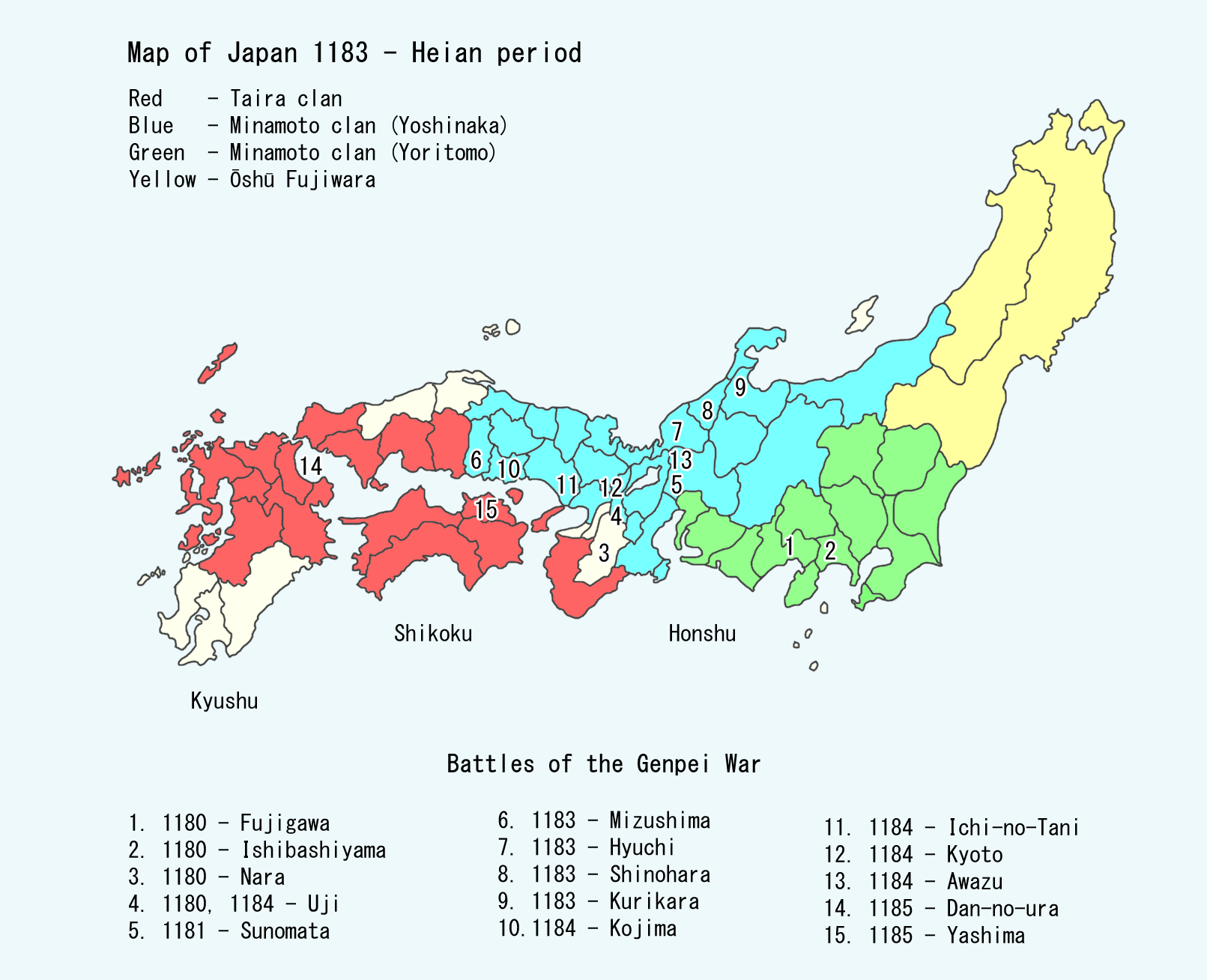
Battaglie della guerra Genpei

- battaglia di Ishibashiyama (1180)
- battaglia di Fujigawa (1180)
- assedio di Nara (1180)
- battaglia di Sunomatagawa (1181)
- battaglia di Yahagigawa (1181)
- assedio di Hiuchi (1183)
- battaglia di Kurikara (1183)
- battaglia di Shinohara (1183)
- assedio di Fukuryūji (1183)
- battaglia di Mizushima (1183)
- battaglia di Muroyama (1183)
- assedio dell'Hōjūjidono (1184)
- seconda battaglia di Uji (1184)
- battaglia di Awazu (1184)
- battaglia di Ichi-no-Tani (1184)
- battaglia di Kojima (1184)
- battaglia di Ashiyaura (1185)
- battaglia di Yashima (1185)
- battaglia di Dan-no-ura (1185)

## Principali figure nella guerra Genpei

### Clan Minamoto (Genji)

Minamoto no Yoritomo, dal 1179 rotolo da appendere di Fujiwara no Takanobu

I Minamoto erano uno dei quattro grandi clan che dominavano la politica del Giappone durante il periodo Heian (794-1185). Essi furono comunque decimati nella ribellione di Heiji del 1160.
Minamoto no Yoshitomo era stato il capo del clan a quel tempo; dopo la sua sconfitta a mano di Taira no Kiyomori, due dei suoi figli furono uccisi e il terzo, Minamoto no Yoritomo, bandito. A seguito della chiamata alle armi del principe Mochihito e di Minamoto no Yorimasa nel 1180, il clan si ricompose e tornò potente. La guerra di Genpei vide il clan di Minamoto sconfiggere i Taira e prendere il potere sull'intera zona.
- Minamoto no Noriyori, generale, fratello minore di Yoritomo.
- Minamoto no Yorimasa, capo del clan all'inizio della guerra.
- Minamoto no Yoritomo, capo del clan dopo la morte di Yorimasa.
- Minamoto no Yoshitsune, fratello minore di Yoritomo, comandante in capo del clan.
- Minamoto no Yukiie, generale, zio di Yoritomo.
- Alleati e vassalli:
  - Go-Shirakawa, Imperatore abdicato.
  - Principe Mochihito, Principe Imperiale.
  - Benkei, sōhei (monaco guerriero), alleato di Yoshitsune.
  - Hōjō Tokimasa, capo del clan Hōjō, suocero di Yoritomo.
  - Kajiwara Kagetoki, ufficialmente un alleato di Yoshitsune, in realtà una spia di Yoritomo.
  - Kumagai Naozane, samurai vassallo di Yoritomo.
  - Sasaki Moritsuna, vassallo di Noriyori che guidò l'attacco nella battaglia di Kojima.
  - Taguchi Shigeyoshi, generale Taira che passò nel campo dei Minamoto dopo aver visto la marea cambiare nella battaglia di Dan no Ura, assicurando così la vittoria ai Minamoto.
  - Nasu no Yoichi, famoso arciere e alleato dei Minamoto.
  - Yada Yoshiyasu, vassallo di Yoshinaka e comandante delle forze di Minamoto nella battaglia di Mizushima.
  - I sōhei (monaci guerrieri) di Mii-dera e di altri templi. Tre in particolare sono nominati nel Heike Monogatari per la parte avuta nella prima battaglia di Uji:
    - Ichirai Hoshi, famoso per essere balzato avanti a Jomyo Meishu e guidato i monaci in battaglia
    - Gochi-in no Tajima, detto "Tajima la freccia che taglia" e famoso per aver piegato le frecce dei Taira con il suo naginata, sul ponte sull'Uji.
    - Tsutsui Jōmyō Meishū, che combatté la sua ultima battaglia ricevendo in corpo oltre sessanta frecce e combattendo ancora.
- Partigiani di Minamoto no Yoshinaka, cugino di Yoritomo, che sostenne la sua ribellione:
  - Imai Kanehira, che si unì a Yoshinaka nella sua fuga a Seta.
  - Togashi Yasuie, che combatté nel suo esercito.

### Clan Taira (Heike)

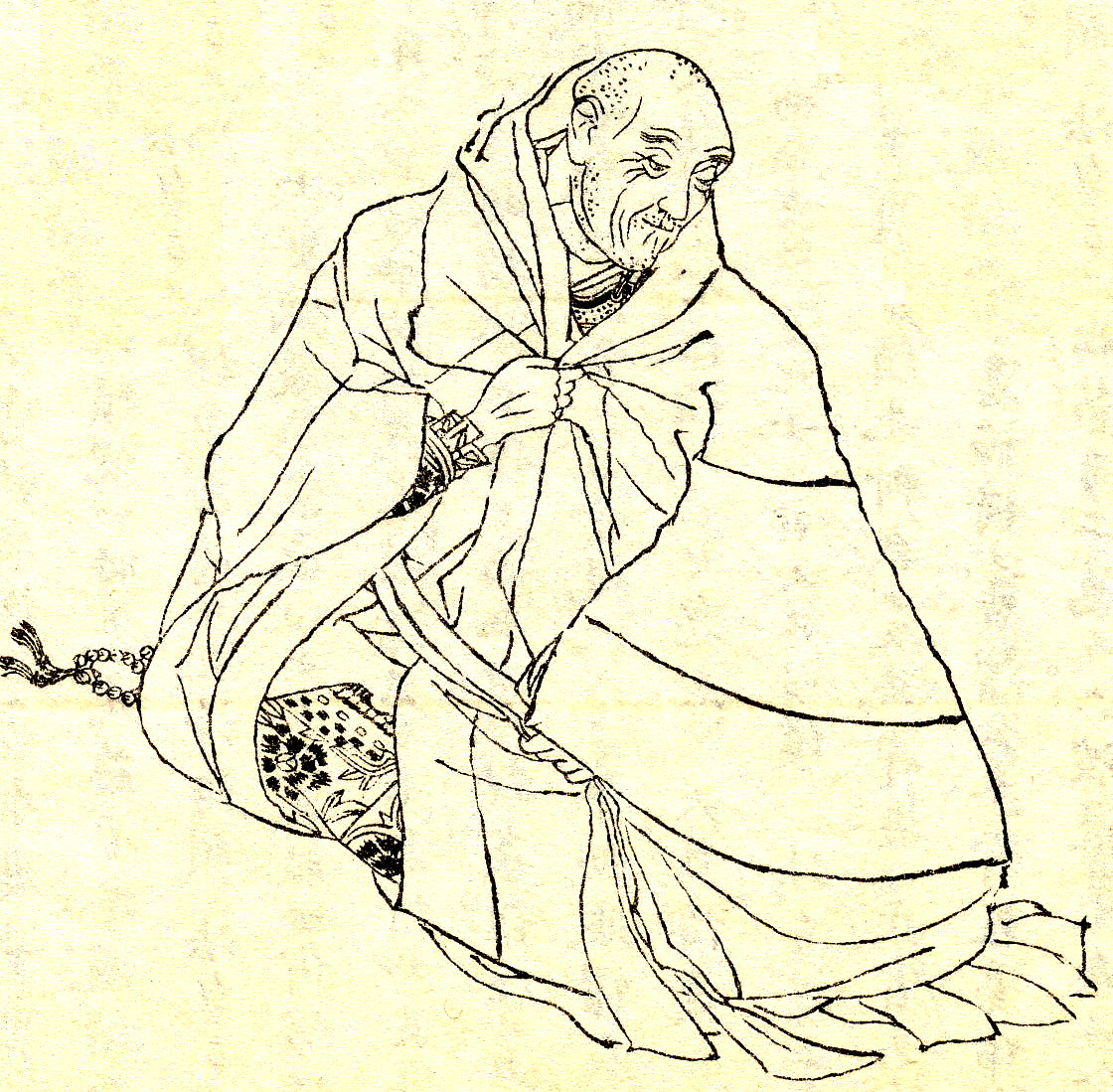
Taira no Kiyomori, di Kikuchi Yōsai

Il clan Taira era uno dei quattro grandi clan che dominarono la politica giapponese durante il periodo Heian (794-1185). Quale risultato della quasi totale eliminazione del clan rivale, i Minamoto, nella ribellione Heiji del 1160, Taira no Kiyomori, capo del clan, iniziò la guerra di Genpei quando era al culmine del suo potere. La guerra tuttavia si concluse portando la distruzione al clan dei Taira.
- Taira no Atsumori, giovane samurai ucciso da Kumagai Naozane che, a causa della sua giovinezza e innocenza, divenne piuttosto famoso con la morte.
- Taira no Kiyomori, capo del clan all'inizio della guerra.
- Taira no Koremori, nipote di Kiyomori.
- Taira no Munemori, figlio ed erede di Kiyomori; capo del clan per gran parte della guerra.
- Taira no Noritsune, un samurai del clan Taira
- Taira no Shigehira, generale, figlio di Kiyomori.
- Taira no Tadanori, generale, fratello di Kiyomori.
- Taira no Tokiko, moglie di Kiyomori che si suicidò alla battaglia di Dan-no-Ura.
- Taira no Tomomori, generale, figlio di Kiyomori.
- Taira no Yukimori, generale, comandante delle forze Taira nella battaglia di Kojima.
- Taira no Kagekiyo, un samurai del clan dei Taira, adottato dalla famiglia Fujiwara.
- Alleati e vassalli:
  - Antoku, imperatore del Giappone e nipote di Taira no Kiyomori
  - Ōba Kagechika, vassallo dei Taira.
  - Saitō Sanemori, ex vassallo di Minamoto no Yoshitomo, che cambiò campo e divenne vassallo di Taira no Munenori.
  - Senoo Kaneyasu, vassallo dei Taira che comandò la fortezza di Fukuryūji.
  - Taguchi Shigeyoshi, che passò nel campo dei Minamoto dopo aver visto la marea cambiare nella battaglia di Dan-no-Ura, assicurando così la vittoria ai Minamoto.
  - I sōhei (monaci guerrieri) di Enryaku-ji, almeno in teoria, a causa della loro rivalità nei confronti dei Mii-dera, alleati dei Minamoto.